# Marshallton (Northumberland County, Pennsylvania)
Marshallton ist ein Census-designated place (CDP) in der Coal Township im Northumberland County, Pennsylvania, Vereinigte Staaten. Das U.S. Census Bureau hat bei der Volkszählung 2020 eine Einwohnerzahl von 1.348 ermittelt.

## Geographie
Marshalltons geographische Koordinaten lauten 40° 47′ N, 76° 32′ W (40,787484, −76,538358). Marshallton liegt im Tal des Coal Run, einem rechten Nebenfluss des Shamokin Creek und grenzt an Shamokin im Westen. Östlich schließt sich Boydtown an, eine Unincorporated Community.
Nach den Angaben des United States Census Bureaus hat der CDP eine Gesamtfläche von 2,4 km², alles besteht aus Landflächen. Das Straßensystem ist weitgehend rechtwinklig angelegt, allerdings ist es nicht eingenordet, sondern „hängt“ etwas nach Südosten. Die Ostweststraßen sind von Norden nach Süden Maple Avenue, Webster Street, Tioga Street, Mohawk Street, Pulaski Avenue, Hemlock Street, Wabash Street, South Street und Eagle Street, wobei die Pulaski Avenue die durchgehenden Nordsüdstraßen in North und South teilen. Das sind von Osten nach Westen Thomas Street, Meade Street und Sheridan Street. Weiter westlich liegen Saint Edward Avenue/Sherman Street, Logan Street, Howard Street, Emory Street und Howard Street. Die Netzstruktur ist nicht vollständig ausgebildet, sondern es gibt einige Lücken.
An die Pennsylvania Route 61 ist Marshallton nur indirekt angebunden; zum einen über Hakes Street und Fleeney Street und zum anderen über Straßen in Shamokin.

## Demographie
Zum Zeitpunkt des United States Census 2000 bewohnten Marshallton 1437 Personen. Die Bevölkerungsdichte betrug 637,7 Personen pro km². Es gab 756 Wohneinheiten, durchschnittlich 335,5 pro km². Die Bevölkerung in Marshallton bestand zu 99,51 % aus Weißen, 0,14 % Schwarzen oder African American, 0 % Native American, 0 % Asian, 0 % Pacific Islander, 0, % gaben an, anderen Rassen anzugehören und 0,28 % nannten zwei oder mehr Rassen. 0,56 % der Bevölkerung erklärten, Hispanos oder Latinos jeglicher Rasse zu sein.
Die Bewohner Marshalltons verteilten sich auf 640 Haushalte, von denen in 24,5 % Kinder unter 18 Jahren lebten. 40,6 % der Haushalte stellten Verheiratete, 12,8 % hatten einen weiblichen Haushaltsvorstand ohne Ehemann und 40,0 % bildeten keine Familien. 35,5 % der Haushalte bestanden aus Einzelpersonen und in 20,3 % aller Haushalte lebte jemand im Alter von 65 Jahren oder mehr alleine. Die durchschnittliche Haushaltsgröße betrug 2,22 und die durchschnittliche Familiengröße 2,82 Personen.
Die Bevölkerung verteilte sich auf 21,8 % Minderjährige, 5,5 % 18–24-Jährige, 26,2 % 25–44-Jährige, 22,2 % 45–64-Jährige und 24,3 % im Alter von 65 Jahren oder mehr. Der Median des Alters betrug 43 Jahre. Auf jeweils 100 Frauen entfielen 90,8 Männer. Bei den über 18-Jährigen entfielen auf 100 Frauen 85,8 Männer.
Das mittlere Haushaltseinkommen in Marshallton betrug 23.173 US-Dollar und das mittlere Familieneinkommen erreichte die Höhe von 28.679 US-Dollar. Das Durchschnittseinkommen der Männer betrug 35.161 US-Dollar, gegenüber 16.793 US-Dollar bei den Frauen. Das Pro-Kopf-Einkommen belief sich auf 13.135 US-Dollar. 14,6 % der Bevölkerung und 9,7 % der Familien hatten ein Einkommen unterhalb der Armutsgrenze, davon waren 15,2 % der Minderjährigen und 12,2 % der Altersgruppe 65 Jahre und mehr betroffen.